# Aage Fredslund Andersen
Aage (Åge) Fredslund Andersen (født 7. juni 1904, død 27. april 1976) var dansk fotograf og maler. Som fotograf specialiserede Fredslund Andersen sig især i at tage hverdagsbilleder. Hans billeder er dermed med til at give et unikt indblik i almindelige aarhusianeres hverdagsliv. En stor del af hans billeder findes i dag på Rigsarkivets afdeling i Aarhus. Dele af samlingen er blevet digitaliseret af Aarhus Stadsarkiv. Fredslund Andersen debuterede i 1937 på Kunstnernes Efterårsudstilling i København. Han arbejdede i sine billeder med myter og drømme i en fortolkning af hverdagens fænomener. Hans værker findes i dag blandt andet på ARoS Aarhus Kunstmuseum

## Privat
Aage Fredslund blev født i byen Vinkel i 1904. Faderen Anders Larsen Andersen var mejeribestyrer på byens mejeri fra 1899 til 1912. Moderen Marie Cecilie Andersen var medhjælpende hustru. Det er i øvrigt fra hende Fredslund-navnet kommer fra, - det var nemlig navnet på den gård, Åges oldefar byggede i Pårup sogn. Forældrene beskrives af en kammerat til Åge som vidende mennesker med en Grundtvigiansk tilgang til livet.
I 1912 flyttede familien til Hinnerup, hvor faren først blev bestyrer på mejeriet, og derefter købte det i 1922. Det var faderen der begyndte produktionen af Klosterosten som blev meget populær og kunne købes overalt i Danmark. Faren drev i øvrigt mejeriet frem til 1936. Som billederne her viser, hjalp den unge Åge med på mejeriet!
Aage Fredslund Andersen blev gift med Anne Margrete (kaldet Grethe) Dietz Olsen i 1934. Fredslund Andersens søn, Anders Fredslund Andersen gik i sin fars fodspor og blev maler.
Åge Fredslund Andersen dør den 27. april 1976 og er begravet På Ebeltoft Kirkegård.

## Fotografen
Aage Fredslund Andersen var autodidakt fotograf, men han havde flair for det gode motiv og ikke mindst fotografiets komposition. En forståelse og et talent han tog med sig ind i malerkunsten. Livet igennem var Åge ven med fotografen Thomas Pedersen (fotograf). De to lærte hinanden at kende i Viborg, hvor Pedersen var fotografmedhjælper. Det var måske her interessen for fotografiet opstod.
Fra 1932 til 1940 var Fredslund Andersen freelance pressefotograf for ved Aarhus Amtstidende og den socialdemokratiske avis Demokraten. I 1934 lavede Åge Fredslund Andersen fotoserien ”Arbejdets mænd og kvinder” for Demokraten. Serien kørte en gang om ugen i tredive uger. Motiverne fandt han på værksteder, byggepladser, kontorer, i butikker og alle steder, hvor der var arbejdere. Det var tydeligt i denne serie, at Åge Fredslund Andersen i høj grad arrangerede billederne og placerede personerne, så de stod på de rigtige steder og der skabes balance i billederne. Med denne serie slog han for alvor sit navn fast som en af Århus’ førende pressefotografer.
Åge Fredslund Andersen dokumenterede med sine fotografier livet i Århus i 1930’erne. Hans fotografier skildrer ofte hverdagen og er dermed med til at give et unikt indblik i almindelige Århusianeres hverdagsliv. Denne skildring er uvurderlig for Århus. Heldigvis er flere tusinde af Fredslunds glasplader (datidens negativer) bevaret hos Den Gamle By, hvor bl.a. frivillige er i gang med en omfattende registrering og digitalisering. Der er tillige bevaret fotografier ved Aarhus Stadsarkiv. De fotografier, der indtil nu er digitaliseret, kan ses på hjemmesiden www.aarhusbilleder.dk, der er skabt i et samarbejde mellem netop Den Gamle By og Aarhus Stadsarkiv.
I 1949 laver Åge Fredslund Andersen fotobogen Danmark dit og mit. En billedrække tilegnet Danske i udlandet. I 2006 kaldes denne bog ten af de 28 vigtigste fotobøger i Danmark i et katalog lavet i forbindelse med Det Nationale Fotomuseum, Det Kgl. Biblioteks udstilling The Open Book.

## Negativerne i tårnet
I 1980 kom redaktør C.F Garde i tanke om, at Fredslund engang havde fortalt, at han i begyndelsen af besættelsen havde gemt et større antal negativer i “Tårnet”. Tidspunktet i betragtning var det nærliggende at tro, at negativerne var fra besættelsens første dage, og billederne på grund af censuren ikke kunne trykkes. Man mente, at Tårnet var tårnet på Skt. Knuds kirke som lå i nærheden af Åge Fredslund Andersens daværende adresse i Ryesgade i Aarhus. Man ledte tårnet igennem, men fandt intet. Maleren Emil Gregersen hørte om jagten og han kunne berette, at han i 1950 havde boet i Fredslunds atelier-lejlighed i Ryesgade og her var i skunken gemt flere kasser med negativer. Jagten fortsatte i lejligheden og i skunken fandt man sandelig negativerne. 3-4000 glansnegativer var der tale om. Man tog dem med til Grethe Fredslund Andersen på Nøset. Hun havde hørt om negativerne i lejligheden og var overrasket over, de stadig lå der. Hun kunne også fortælle, at de altid kaldte den gamle lejlighed for Tårnet. Til gengæld kunne hun fortælle, at der ude i Laden også lå flere negativer. 3 til 4000 glans negativer samt store stakke af fotografier.

## Maleren
Aage Fredslund Andersen begyndte at male som ganske ung og var i 1927 elev på Folmer Bonnéns malerskole. Han valgte dog at gå fotografivejen og debuterede først i i 1937 på Kunstnernes Efterårsudstilling i København. Vera Rasmussen beskriver kunstneren Åge Fredslund Andersen således:
Åge Fredslund Andersen hører til den gruppe kunstnere, der fortællende og med fantasi, i en ekspressiv form og med koloristisk frihed, udtrykker tanker og følelser, ofte af eksistentiel karakter. Gennemgående træk i hans arbejder er en interesse for drømme, myter og kosmos samt brug af surrealismens tegn og symboler. Han fandt tidligt en personlig udtryksform, fastholdt den og forblev en ener i dansk kunst. Allerede i Aage Fredslund Andersens tidlige billeder ses træk, der siden hen uddybes, således farvernes intensivering og en betoning af det psykologiske i indholdet. Billederne kan være barokke, satiriske og humoristiske, udtrykt i en spontan og fabulerende form, eller svingende mellem det underfundige og det resignerede vemodsfyldte. Aage Fredslund Andersen var myteskabende, og han havde romantikerens ydmyghed over for naturen. Hans motiver handler om menneskers følelser i glæde, sorg, uro og angst, formet i en til tider paradoksal dialog imellem mennesker og dyr, himmel og jord. I afbalancerede kompositioner blandes elementerne i en fabulerende, drømmeagtig form, hvor det ligeså meget er det koloristiske som det formelle, der udtrykker følelserne. I Jorddrømmen fremstilles det tragikomiske menneskelige dilemma: en søgen efter det jordbundne og samtidig en trang til himmelflugt; i Ørkendannelse fortolkes en bekymring for en verden med en brændende sols afsvidning af vegetationen, livets og dyrenes tilintetgørelse; det absurde i motivet træder frem, og billedet forekommer i dag skræmmende aktuelt. Indtryk fra udlandsrejser satte utvivlsomt spor i Aage Fredslund Andersens kunst, men den virkelige inspiration hentede han i hjemegnen på Mols. Han forlod aldrig helt det genkendelige i sine billeder, men overskred med metaforer og symboler i sin formidling af ideer, drømme og psykiske oplevelser tidens gængse normer og afstukne grænser.
I bogen 200 års kunst i Aarhus beskriver Lars Morell:
Åge ville under ingen omstændigheder sælge sine billeder. “For Fredslund var det helt monomant han måtte have ind billeder omkring sig,” huskede Georg Andrésen i Min Aarhus-kavalkade. Når Fredslund kom i et hjem, hvor der hang nogle af hans billeder kunne han finde på at anklage ejerne for at de havde stjålet dem
Et udvalg af Aage Fredslund Andersens værker var gennem mange år tilgængeligt for publikum i det kulturelle mødested Kulturkælderen under det tidligere Ebeltoft Bibliotek. Men værkerne flyttede med ud på det nye rådhus, da Syddjurs Kommune blev dannet i 2007. Her blev de spredt ud i huset og havde ikke den samme kunstneriske gennemslagskraft som i ophængningen i Kulturkælderen. Derfor blev de overladt i Ebeltoft Kunstforenings varetægt.

## Nøset
I 1939 malede Åge Fredslund Andersen maleriet Victoria Længes. Et lukket baggårdsmiljø med udsyn til nattehimlen og månen. Altså det klaustrofobisk trange møder friheden. Midt i billedet står den hvide ged Victoria og længes mod bedre og friere steder. Det er  nærliggende at forestille sig, at billedet udtrykker kunstnerens egen længsel efter et friere liv tættere på naturen. Året efter købte han i hvert fald Strandgården.
Fredslund Andersen var ikke nogen rig mand og for at have til udbetalingen på Strandgården, solgte han 3 til 4000 negativer til Århus Kommune. Han havde overbevist dem om, at billederne havde stor kulturhistorisk værdi, og nødvendigheden for at bevare dem for eftertiden.
Nøset var et traktørsted - en sommerkro med en yderst original atmosfære. I 200 års kunst i Århus af Lars Morell beskrives stedet som en slags popart lang tid før, popkunsten slog igennem. Her var en forvirrende blanding af hjemstavnsmuseum, gøgl, fotografier og malerier. Midt i det hele stod Fredslund selv - ude i Gedehuset der var hans domæne, hvor han underholdte og serverede fadøl.
Grethe og Åge Fredslund Andersen købte Nøset i 1940. Planen var at drive landbrug om sommeren og male om vinteren. Her var 50 tønder land jord, men den er sandet og mager. Så de valgte at tilplante jorden med 20.000 grantræer. Fredslunds skov blev vigtig for ham - et slag for naturbeskyttelsen. Der var ikke tilladt jagt her og skulle ligge hen som fugle- og vildtreservat.
For at tjene penge kom Grethe på ideen om et traktørsted. Her blev serveret blandt andet kaffe, kringle, lagkage, fadøl, kartoffelsalat - og senere også milkshakes. Stedet bliver hurtigt populært - ikke mindst på grund af Peter Baltzer som underholdt i molbotøj med harmonikaspil og gøgleri.
Nøset var ikke blot et kendt og elsket traktørsted, men gården rummede også Aage Fredslund Andersens atelier. Her arbejdede han med sine billeder især i vinterhalvåret, og Nøset var også mødested for mange kunstnere, som kom for at besøge Aage og hans kone Grethe, som var kendt for altid at ryge cigarer og lave en lækker kringle til kaffen på traktørstedet. Blandt vennerne af huset var kunstnere som Richard Mortensen, Jens Søndergaard, Mogens Zieler, Erik Heide, Jens Okking og Olivia Holm-Møller.
I starten af 70’erne var tiden ikke længere til steder som Nøset, og de bilfrie søndage gjorde, at kunderne ikke længere tager på søndagstur på samme måde som tidligere. Da Åge Fredslund Andersen dør i 1976, er det også slut med traktørsted på Nøset.